# Ulrike Zeitlinger-Haake
Ulrike Zeitlinger-Haake (gebürtig Ulrike Zeitlinger, ehemals Ulrike Droll, geboren am 13. September 1969 in Salzburg) ist eine österreichische Journalistin.

## Leben
Zeitlinger-Haake absolvierte ihre journalistische Ausbildung mit einem Volontariat im Franzis-Verlag (München) und im Heinrich-Bauer-Verlag (Hamburg).
Ihre erste berufliche Station als Redakteurin war von 1989 bis 1991 das Männermagazin Esquire. 1991 wechselte sie zum Playboy. 1993 wurde sie Ressortleiterin bei der Frauenzeitschrift Freundin. Nach vier Jahren übernahm sie 1997 eine Ressortleitung bei der Illustrierten Bunte. Deren Chefredakteurin
Patricia Riekel förderte sie.
Verantwortung als Chefredakteurin erhielt sie zum ersten Mal 1999 bei der Jugendzeitschrift Mädchen. Im März 2003 wurde ihr die Chefredaktion des Lifestyle-Magazins Cosmopolitan übertragen, zusätzlich im August  des Jahres die Leitung der Frauen- und Fitnesszeitschrift Shape. Von 2005 bis 2012 war sie Chefredakteurin der Frauenzeitschrift Freundin und deren Ableger Freundin wellfit. 2008 wurde sie zusätzlich Redaktionsdirektorin des Mode- und Schnittmustermagazins Burda Style. Nach einer weiteren Station als Chefredakteurin der Frauenzeitschrift Donna verließ sie 2014 den Zeitschriftenmarkt und den Hubert-Burda-Medienkonzern. Sie  wechselte zum Axel-Springer-Konzern, der sie in die Chefredaktion der Bild-Zeitung berief. Bei Donna folgte ihr Katja Hertin als Chefredakteurin, sie hatte bereits mit Zeitlinger die Zeitschrift entwickelt. Seit Sommer 2022 ist sie bei der Podcast-Plattform Podimo zuständig für die inhaltliche Ausrichtung und Produktion der exklusiven Formate der Plattform. 2023 wechselte sie in eine beratende Funktion bei der Podcast-Plattform.
Ulrike Zeitlinger-Haake ist mit dem Journalisten Gregor Haake verheiratet. Sie hat eine Tochter und einen Sohn.

### Standpunkte
2006 setzte sie sich bei Burda für Kinderbetreuungsmöglichkeiten in der Nähe des Arbeitsplatzes ein.
In einem Interview-Fragebogen des Bestseller-Autors Timur Vermes für die Fachzeitschrift Journalist, der von ihr wissen wollte „Wie lange geht Iris Berben noch?“, reagierte sie 2013 ungehalten auf die Altersdiskriminierung der damals 62 Jahre alten Schauspielerin: „Hoffentlich so lange, bis Männer endlich aufhören, dümmliche Fragen nach dem Verfallsdatum von Frauen zu stellen.“ In einem späteren Interview erklärte sie auf die Frage, ob sie häufiger gegen solche Ressentiments anrennen müsse: „Erstaunlicherweise ja und erstaunlicherweise kommt sowas immer von Männern. […] Manche Männern denken offenbar, Frauen über 40 sind unsichtbar, alt und scheintot.“
2015 konterte sie Franz Josef Wagner, der sich in seiner Bild-Kolumne zum Thema Familienpolitik abfällig über berufstätige Mütter geäußert hatte, unter anderem mit der Feststellung: „Ich bin nichts lieber als Mutter – und Journalistin.“ Für ihren Widerspruch erhielt sie Zustimmung in sozialen Medien.